# Harsum
Harsum est un village et une municipalité allemande du land de Basse-Saxe et l'arrondissement de Hildesheim.
Il est situé à environ 6 km au nord de Hildesheim et à 25 km au sud-est de Hanovre.

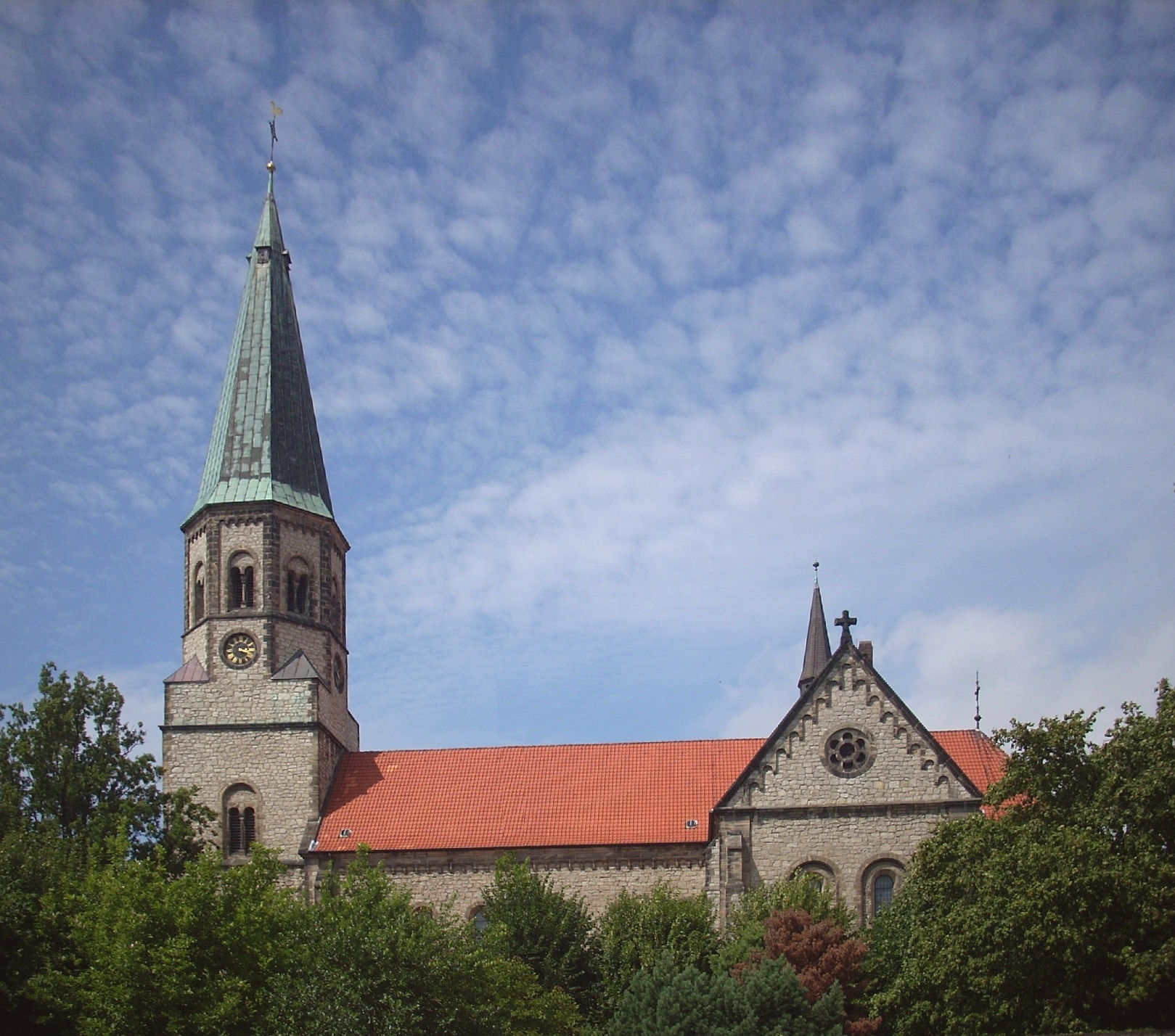
L'église Sainte Cécile.

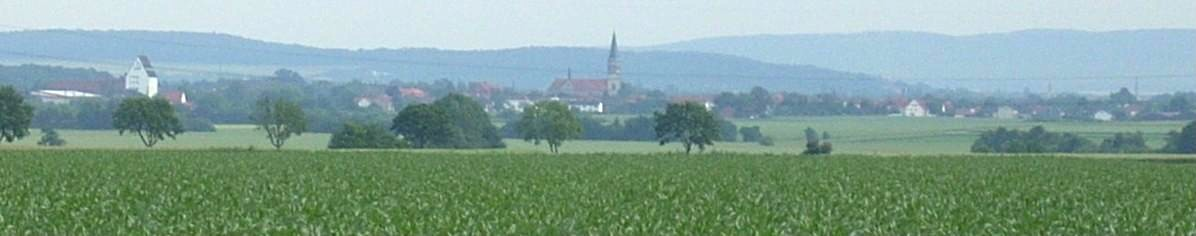
Vue de Harsum depuis Hildesheimer Wald.

## Quartiers
- Machtsum